# جون فريدريك بيكرينغ
جون فريدريك بيكرينغ (بالإنجليزية: John Frederick Pickering)‏ هو أكاديمي بريطاني، ولد في 26 ديسمبر 1939، وتوفي في 25 يونيو 2018 في هامبشير في المملكة المتحدة.